# Embusqué
Un embusqué est, en France pendant la Première Guerre mondiale, un homme valide en âge d’être mobilisé éloigné du danger.
Un très grand nombre d'hommes (plusieurs millions) étaient concernés, d'autant que chacun pouvait considérer un autre, plus à l'abri, comme un embusqué, tout en étant lui-même vu comme un embusqué par un tiers plus exposé. L'ensemble des embusqués englobe des catégories variées : les exemptés et ajournés pour raison de santé (sauf les infirmes évidemment inaptes), les militaires de l’arrière, les hommes des services auxiliaires et de l’armée territoriale, les ouvriers affectés aux industries d’armement, les sursitaires fonctionnaires...

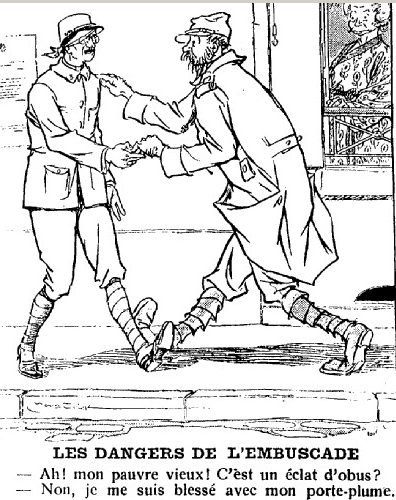
Blessé par un porte-plume. Le Pêle-Mèle du 2 janvier 1916

Préservés du danger, les embusqués étaient généralement méprisés, moqués, haïs, et, en même temps, souvent enviés. Cette situation conduira à une embuscomanie qui mettait l'accent sur les problèmes sociaux et politiques que l'embusqué pose aussi bien pour les hommes au front que pour l'arrière. Des lois furent votées (Loi Dalbiez en 1915, Loi Mourier en 1917) et des adaptations de l'institution militaire eurent lieu pour rétablir l’égalité de l’impôt du sang et récupérer des effectifs pour le front. À partir de 1917 l'embuscomanie décline, en partie en raison de l'efficacité de ces mesures qui donnent satisfaction, en partie pour d'autres raisons : on reconnait le caractère industriel de la guerre avec l'importance de la logistique et celle de produire des armes et des munitions, le nombre de soldat en première ligne est réduit au profit d'armes techniques (artillerie, aviation, etc.) où le soldat est plus à l'abri, le contexte militaire met en avant d'autres sujets. 

## Étymologie et signification
Embusqué du verbe embusquer vient de l’italien imboscare caché dans un bois (bosco = bois) et signifie se cacher dans un lieu pour surprendre le gibier et par extension l’action de se poster pour attaquer l’ennemi. Dans ce sens resté en usage l’embusqué, celui qui tend une embuscade, est un combattant astucieux. Par une inversion, l’embusqué désigne également depuis le milieu du XIXe siècle celui qui fuit le danger. Embusqué était avant 1914 un mot d’argot de caserne dont l’emploi s’est généralisé pendant la guerre.
Au cours de la Grande guerre, l’embusqué désigne le non-combattant qui, généralement, se cache peu. En effet, contrairement au déserteur, à l’insoumis hors la loi qui reste dans la clandestinité pour échapper aux forces de l’ordre et éviter ainsi les sanctions pénales, l’embusqué, sauf dans le cas exceptionnel de manœuvres frauduleuses, est dans une situation légale. Victor Dalbiez auteur de la loi d’avril 1915 de désembuscation définit les embusqués comme « ceux qui par habilité personnelle, par relations ou par le hasard, ont obtenu, depuis le jour de la mobilisation, des emplois, des travaux pour lesquels ne les désignaient ni leur affectation régulière, ni leur profession, ni même pour certains leurs aptitudes ». Cette définition imprécise qui permet des interprétations variées extensives ou restrictives ne concerne pas les déserteurs.
Outre débusquer anciennement utilisé, le mot a connu de nombreuses dérivations, embusquage, débusquage, rembusquer (après s’être fait débusquer), désembuscation, embuscomanie, embuscophobie, l’embuskéol (un médicament pour se faire débusquer) etc.

## Catégories d’embusqués
Si les insoumis sont peu nombreux à la mobilisation (1,5 %) et les déserteurs qui s’échappent du front ou qui ne reviennent pas de permissions très minoritaires (bien qu’aucune évaluation n’ait été proposée par les historiens) et peu visibles, les embusqués tels qu’ils sont perçus par les soldats du front, la population et les autorités politiques forment une part importante de l’ensemble des hommes en âge de combattre, et très supérieure au nombre d'hommes en première ligne.
Les embusqués peuvent être classés dans les catégories suivantes.

### D’après leur situation militaire ou leur affectation
- Des hommes exclus du service armé pour raison de santé ou infirmité. Il existait deux types d'exclusion : provisoires, pour les ajournés soumis à des examens annuels au terme desquels ils sont exemptés ou versés dans l’armée, et définitives, pour les exemptés dispensés d’obligation militaire et les réformés invalides à la suite d'opérations de campagne. Leur nombre relativement élevé, près de trois millions, s’explique par un état de santé en moyenne assez mauvais en 1914 si on le compare à celui du XXIe siècle, bien qu’en voie d’amélioration lente depuis un siècle. En effet, les classes populaires souffraient de conditions de vie difficiles (longueur des journées de travail, alimentation peu variée) et se soignaient mal en l'absence de couverture d'assurance maladie généralisée. Mais une grande partie de ces hommes sont considérés par beaucoup de combattants comme des imposteurs dont les infirmités sont inventées ou exagérées[2]. Les autorités militaires furent du même avis et, au terme de 2 692 000 ré-examens, en récupérèrent la moitié, soit 1 455 000 hommes, à la suite des examens médicaux effectués au cours de la guerre[3]. Une partie des récupérations s'explique aussi par la baisse des exigences et l'orientation d'hommes inaptes à porter une arme vers des services auxiliaires où ils pouvaient néanmoins être utiles.

- Les sursitaires en position de sursis d’appel : hommes mobilisables dont les emplois sont considérés utiles à la défense, ce qui concerne des professions diverses de l’industrie, du commerce, de l’agriculture au nombre de l’ordre de 100 000 à 150 000 et de la fonction publique, soit environ 400 000 fonctionnaires[4].

- Les ouvriers des usines d’armement réquisitionnés parmi les mobilisés dans les mois qui suivirent la paralysie économique causée par la mobilisation générale d’août 1914. La loi Dalbiez du 17 août 1915 leur donne un statut d’affecté spécial. Les affectés spéciaux bénéficient de l’ensemble de la législation ouvrière mais sont soumis aux règlements de police applicables aux militaires mobilisés et restent à la disposition du ministre de la Guerre qui peut les renvoyer au front. Leur nombre est d’environ 500 000[5].

- Les militaires de l’arrière dans les dépôts et les services auxiliaires. Au 1er mai 1915, sur 4 889 000 mobilisés, 2 031 990 étaient dans la zone de l’intérieur dont 1 481 207 dans les dépôts. Les dépôts ont pour but d’assurer des réserves aux armées de l’avant. Ces casernes de l’intérieur comprennent des camps d’instruction en périphérie de la ville pour la formation des nouvelles recrues. Ils comprennent des blessés de retour de convalescence et des hommes en attente de départ. Des listes de départ sont établies par critères de priorité, d’abord ceux qui sont déjà allés sur le front, les blessés qui ont payé l’impôt du sang placés en fin de liste, ensuite la situation de famille (nombre d’enfants) et l’âge. Ceux qui sont en tête de liste sont les jeunes célibataires n’ayant jamais été au feu[6]. Les dépôts comprennent de nombreux emplois permanents : personnels d’entretien, secrétaires, comptables, officiers et sous-officiers instructeurs évalués à 251 000 en août 1916. Les services auxiliaires emploient les hommes, non exemptés, atteints d’une infirmité relative qui les exclut du service armé. Ces hommes sont pour beaucoup affectés dans des services sédentaires proches de leur domicile où ils peuvent loger et ils sont autorisés à continuer leur activité professionnelle sur leur temps libre[7].

- Les militaires non exposés au feu. Pour les combattants de première ligne, les embusqués, ne sont pas seulement ceux de la zone de l’arrière mais tous ceux qui ne sont pas en permanence dans les tranchées : le ravitaillement, les agents de liaison, cyclistes et automobilistes, le génie, les bureaucrates, les postes fixes de sergents-fourriers, de comptables, cordonniers, magasiniers, ordonnances, les officiers et le personnel du quartier général. Le véritable combattant est celui qui risque sa vie. L’arrière commence au-delà de 4 ou 5 km du front. Ainsi, les artilleurs, particulièrement ceux de l’artillerie lourde, moins exposés que ceux des canons de 75 aux tirs de l’ennemi sont également considérés comme faisant partie de l’arrière. Le sigle de l'artillerie lourde à grande portée ALGP est détourné en Artillerie de Luxe pour Gens Pistonnés.

### Une cascade de l’embuscade

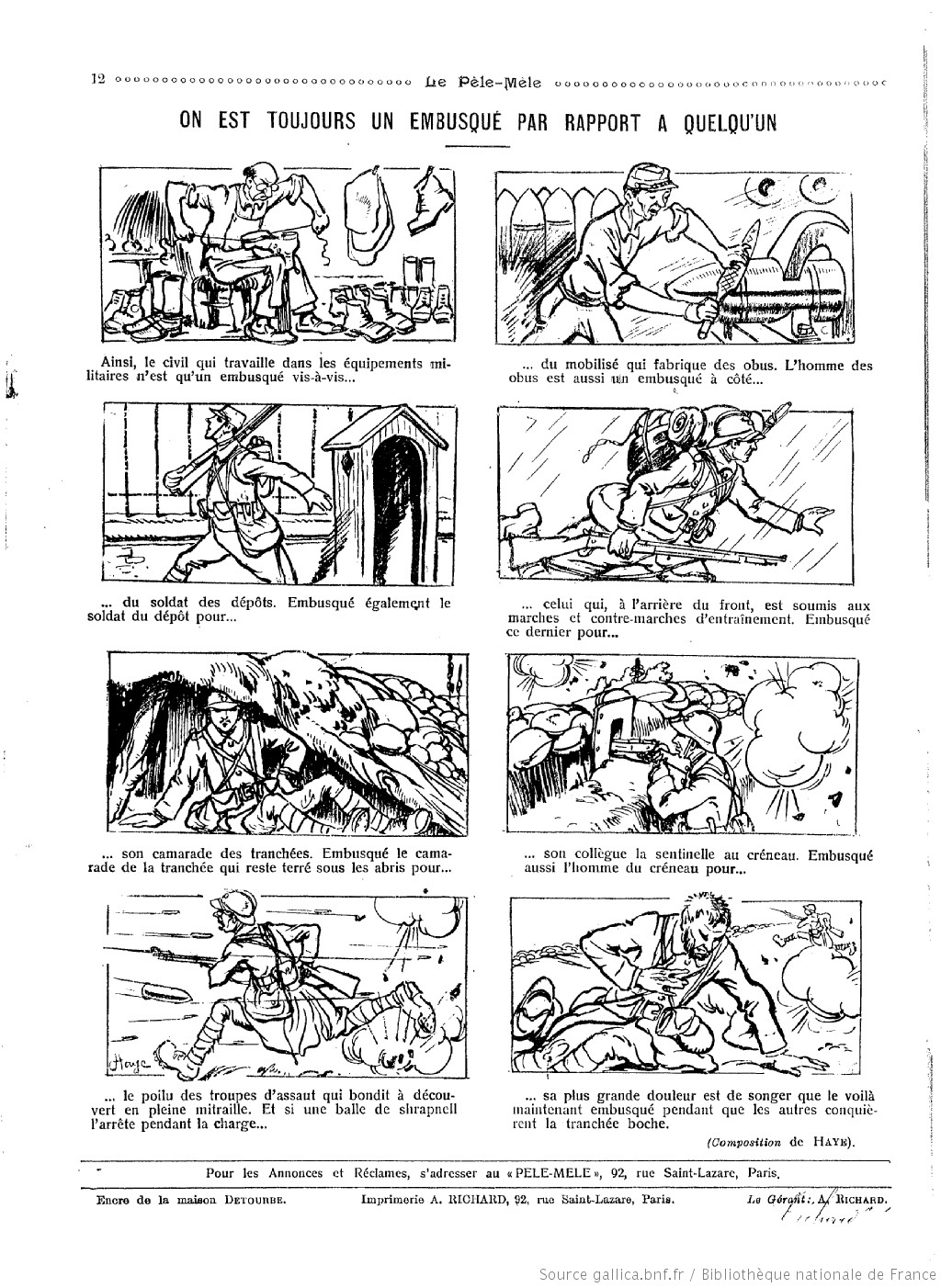
On est toujours l’embusqué de quelqu’un. Le Pêle Mêle du 4 juin 1916

Les artilleurs ou les agents de liaison considèrent eux-mêmes comme embusqués ceux des services de l’arrière.
Pour le poilu des tranchées, l’arrière commence à 4 ou 5 km du front dans une zone où l’on est à l’abri du danger. Il existe donc tout une hiérarchie de l’embuscade.
La perception de l’échelle de danger est validée par le pourcentage de pertes de chaque arme.
L’infanterie paie en effet un prix du sang plus élevé de 22,9 % de mobilisés morts au combat au cours de la guerre, contre 7,6 % dans la cavalerie, 6,4 %, dans le génie, 6 % dans l’artillerie, 3,5 % dans l’aviation et 1,7 % dans le service automobile.
À l’intérieur de la zone de l’avant, il existe encore toute une gradation du risque entre la position des hommes qui surveillent ou attaquent l’ennemi et des zones de demi-arrière plus ou moins éloignées. Le temps de présence dans la zone de danger est un autre critère.

### Catégories d’après les causes de leur position
- L’embusqué malgré lui est celui qui est dans un poste protégé sans l’avoir voulu, par exemple un marin en rade de Brest, un artilleur. Certains en ont honte et se morfondent de leur inactivité[7].

- D’autres ont obtenu un poste à l’arrière par relation : des bourgeois, intellectuels, avocats, notaires mobilisés ont obtenu des postes d’ouvriers à la demande de chefs d’entreprise.

- Les administrations ont su protéger certains de leurs agents en invoquant une présence indispensable au fonctionnement du service.

- Des manœuvres diverses ont permis à des mobilisés présents dans les dépôts de différer leur rappel au front par corruption, recherche de stages d'instructeurs, faux en écritures pour falsifier les listes de départ[7].

- Les automobilistes de l’armée relativement peu exposés au danger étaient considérés comme des embusqués ayant bénéficié d’un privilège particulier. En effet, lors de la réquisition des automobiles, leur propriétaire a été souvent mobilisé comme chauffeur de leur propre voiture, le permis de conduire étant peu répandu.

- Certains ont évité leur envoi au combat par des manœuvres frauduleuses notamment par des certificats médicaux de complaisance. Une officine, l’agence Lombard s’est spécialisée dans cette activité en 1915 en organisant moyennant rémunération des hospitalisations prolongées et l’organisation de changements d’adresse. Les organisateurs de ce réseau d’embusquage furent condamnés en 1916 à dix ans de travaux forcés et les candidats embusqués à des peines relativement légères, amendes ou peines de prison de moins de 2 ans[7].

#### Cas des députés
En août 1914, 148 des 291 députés mobilisables (sur 602) rejoignent leur corps, dans l’armée territoriale ou les services de l’arrière, aucun dans l’armée d’active. À l’approche de la rentrée parlementaire de janvier 1915, apparaît un dilemme : l’absence des députés mobilisables aurait faussé la représentation nationale mais une exemption militaire pourrait être perçue comme une mesure de favoritisme.
Dans une note du 12 février 1915 adressée aux généraux commandants d'armée, Joffre propose aux parlementaires le choix entre un congé pour la durée de la guerre pour siéger ou de conserver leur poste aux armées. 36 (12 % des députés mobilisables) choisissent de rester sous les armes ou alternent présences au Parlement et périodes militaires. Dix députés meurent au front.

## L’embuscomanie
L’embusqué est à la fois méprisé et jalousé. Il est considéré comme un lâche, un égoïste, un inutile et un imposteur. Les soldats en permission dans les grandes villes éprouvent le sentiment étrange de retrouver un monde où la vie continue son cours normal d’avant-guerre et ont l’impression que leur sacrifice n’est pas reconnu.

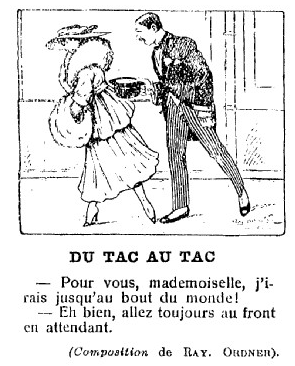
Allez toujours au front. Le Pêle Mêle du 9 juillet 1916

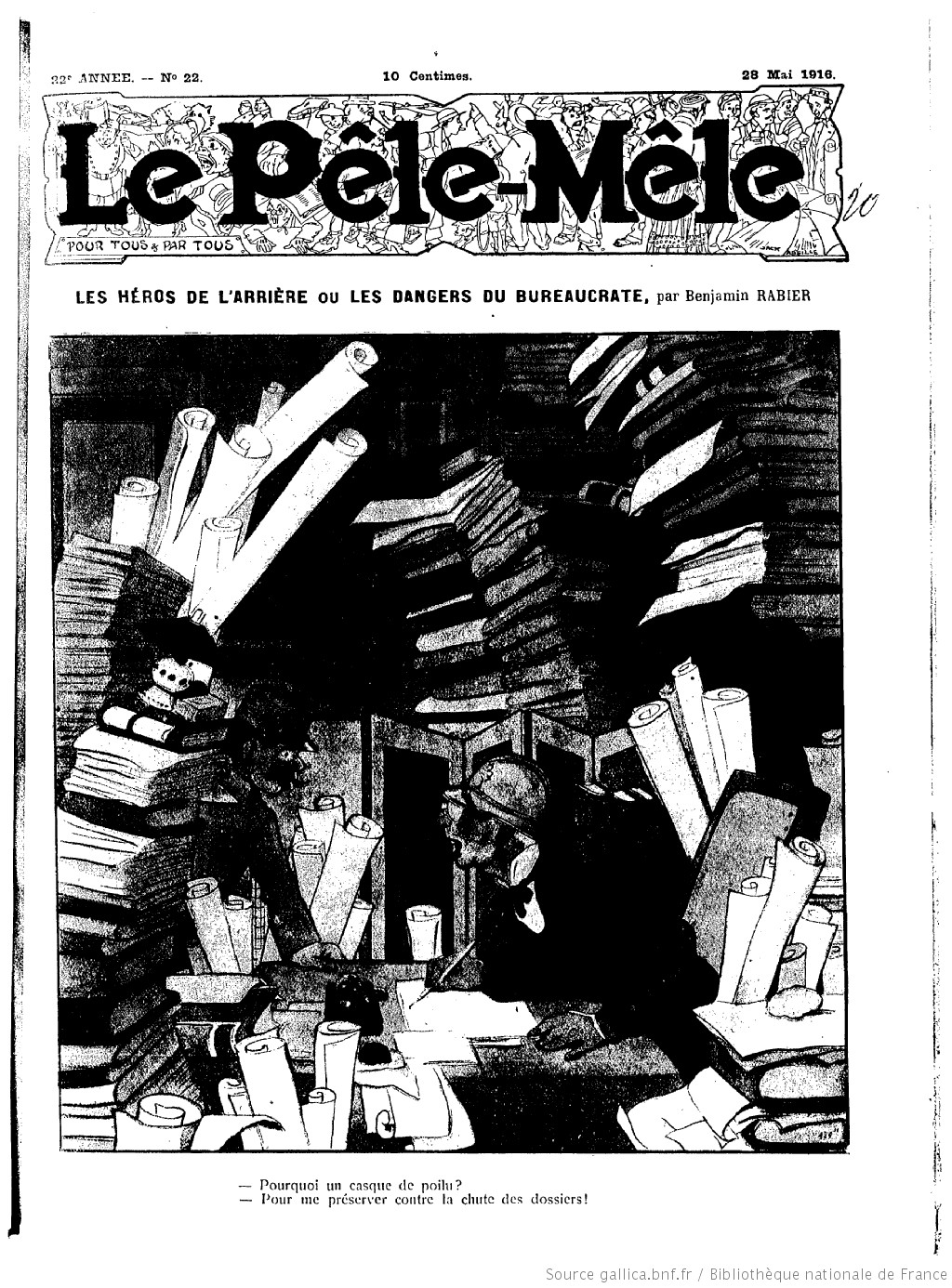
Les héros de l'arrière

Les embusqués leur semblent avoir un air heureux parfois goguenard. Leur tenue est soignée et élégante contrairement à celle des poilus pour qui la fonction d’un vêtement est de protéger du froid et de la pluie. Les embusqués sont présentés comme des êtres efféminés ou au contraire comme des hommes bien portants en pleine possession de leurs moyens dont la place serait au combat. 
Le soldat du front qui craint l’infidélité de sa femme est rassuré par les journaux qui présentent les réparties des femmes vainement courtisées par les embusqués.
Certains admettraient même l’adultère patriotique, ainsi dans le dialogue polysémique publié par le journal Le Télé Mail entre un embusqué : « J’en ai assez ! je t’ai vue avec ton filleul ; j’étais embusqué » et son épouse marraine de guerre qui lui rétorque : « Justement…il n’est pas embusqué, lui ».
La culpabilisation de l’embusqué est cultivée par la plus grande partie de la presse dans un climat d’exaltation patriotique. Dans cet esprit sont publiés des romans tels que L’embusqué de Paul Margueritte, des nouvelles, des comédies telles que la Guerre en pantoufles.  
Le sentiment d’un partage inégal et injuste de l’impôt du sang est partagé par les soldats du front et par l’opinion. Cette injustice semble aller à l’encontre des principes républicains de service militaire égal et universel mis en œuvre depuis 1872 avec la suppression des dispenses et du tirage au sort.  
La colère qui s’exprime s’accompagne de fractures, sociales, géographiques et générationnelles dans la nation. Ainsi, les embusqués seraient plus nombreux dans les régions du Midi moins patriotes que celles de l'Est, la CGT et les socialistes sont accusés par la droite de défendre les ouvriers embusqués dans les industries de guerre, les personnes d’âge mûr et chargées de famille estiment que les jeunes manquent à leur devoir. Ce dernier reproche est infondé car les pertes des classes les plus jeunes sont supérieures à la moyenne et les célibataires qui représentent environ 50 % des mobilisés comptent 58 % des morts de la guerre.  
Les fonctionnaires sont particulièrement visés. Cette dénonciation apparaît abusive au regard de l’importance de la mobilisation qui désorganise le fonctionnement des administrations et des pertes subies.
Ainsi, la mobilisation enlève à l’administration centrale du ministère des finances la moitié de ses agents, la majorité des rédacteurs, des sous-chefs de bureau, n’épargnant que l’encadrement supérieur à partir du grade de chef de bureau en fonction de la règle de l’avancement à l’ancienneté. Le départ de ces agents des échelons inférieurs et moyens transforme cette administration en armée mexicaine vieillissante. La guerre prive l’administration d’une main d’œuvre qualifiée et provoque l’effondrement du système comptable central. Les services extérieurs des trésoreries, des bureaux des contributions directes et indirectes sont également décimés. Il apparaît donc que le ministre des finances Alexandre Ribot prévoit de demander plus à l’emprunt qu’à l’impôt pour financer la guerre. Certains agents des finances affectés en fonction de leurs compétences  à l’intendance ou à la Trésorerie des armées sont relativement à l’abri du danger mais d’autres sont en première ligne. 3 907 agents des finances meurent au combat sur environ 20 000 mobilisés soit un pourcentage de pertes proche de la moyenne mais ce taux est plus élevé parmi les agents de l’administration centrale.
La dénonciation des embusqués devient une obsession désignée sous le néologisme d’embuscomanie. 
Des altercations se produisent entre permissionnaires et embusqués. Ce comportement est légitimé par des textes dans les journaux de tranchées, tel celui paru dans Les Boyaux du 95e : 

« Eh ben, froussard, ton heure est v'nue.

 A nous deux, mon gars, à nous deux;
 Faut t'battre avec moi dans la rue;
 Oui faut régler c'compte là, mon vieux 
 ...Et j'lui tape'rai dans la vitrine 
 Et j'lui collerai des tourlouzines
 Jusqu'à c'qui gueul': assez assez. 
Alors, j'dirai : Bonsoir vieux frère, 
 Que cet' leçon t'rende moins poltron 
Car, je n't'ai mis là su'l'derrière
 Qu' pour t'apprendr' à aller su' l'front »

 Une ligue nationale contre les embusqués est créée en novembre 1915.  
Le pouvoir politique est sommé de réagir, d’autant plus qu’une incorporation anticipée de deux ans de la classe 1917 soit la mobilisation des jeunes de 18 ans, est prévue en 1915 en raison des demandes d’effectifs de l’armée. 
Le ministre de la guerre Alexandre Millerand obtient un compromis : cette incorporation anticipée n’aura lieu qu’après le vote d’une loi organisant l’utilisation des ressources en hommes en bref une chasse aux embusqués.

## La chasse aux embusqués

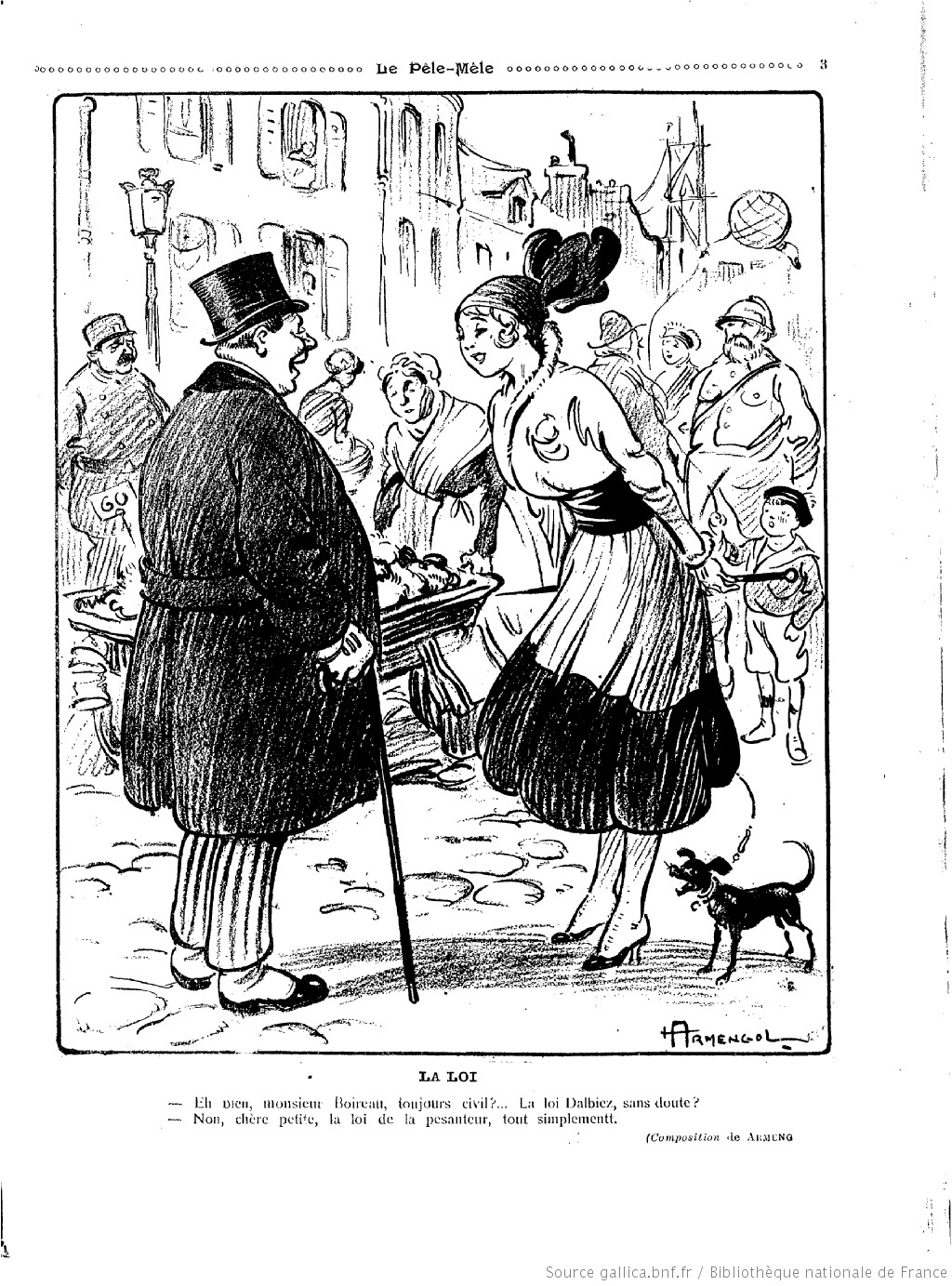
Ls Pêle Mêle du 18 juin 1916. Loi de la pesanteur

Un décret du 9 septembre 1914 soumet à des visites médicales les ajournés, exemptés et réformés  
sont dispensés de cette visite obligatoire, les infirmes ayant perdu un membre ou le pouce, les borgnes et les aveugles, les atrophiés d’un membre ankylosé d’une articulation majeure et les obèses de plus de 100 kg. 
Le député Fernand Merlin affirme dans un débat de février 1917 qu'on « ne vit jamais en France autant de poids lourds, d'ankylosés et de paralytiques »
Les 2 692 000 examens ont permis de récupérer 955 000 hommes pour le service armé et 501 000 pour les services auxiliaires en fonction de l’importance des affections ou handicaps. Le but de ces visites très rapides (1 minute 30 en moyenne) étant d’augmenter les effectifs, des hommes en mauvaise santé ou souffrant de handicap ont été versés dans l’armée. Pour limiter ces abus, un amendement d’une loi du 20 février 1917 prescrit une sélection par des examens plus approfondis ce qui diminue la proportion de récupérés pour le service armé.
Cependant, ainsi que  l’exprime Jean Galtier-Boissière dans son roman Loin de la Riflette cité par Charles Ridel :« Il est tout à fait superflu de se porter à merveille pour recevoir un shrapnell dans le ventre. […] Tous les fantassins conviendront qu’il est totalement inutile d’avoir bon pied, bon œil pour participer à une attaque de tranchées.[…] Le problème est d’un tout autre ordre. Étant donné cent hommes émergeant d’un parallèle de départ, il s’agit d’en faire arriver quarante à la première tranchée ennemie distante de quelques dizaines ou centaines de mètres, les soixante autres guerriers étant fatalement mis hors de combat par les mitrailleuses et les tirs de barrage. » .
Pour récupérer des hommes pour le front, en continuant d’assurer leur fonctionnement, les services auxiliaires suppriment des postes inutiles tels que les gardes dans les gares secondaires, devant les petits magasins d’approvisionnement, rationalisent leur organisation (par exemple en installant des clôtures électrifiées ou des portes renforcées), et les remplacent également par du personnel civil, retraités, main d’œuvre féminine.
La loi Dalbiez du 17 août 1915 vise à augmenter les effectifs combattants, à répondre aux reproches de favoritisme et aussi à rationaliser les affectations. Cette loi vise les fonctionnaires en sursis, les hommes des dépôts, des services auxiliaires, administratifs sédentaires et les ouvriers mobilisés.
Des commissions sont instituées, chargées de contrôler les militaires détachés dans le service sanitaire et dans les services militaires de l’intérieur et d’examiner l’emploi et l’utilité des mobilisés affectés dans les usines pour statuer sur le maintien dans cette position.
La loi Mourier du 17 août 1917 complète la loi Dalbiez en visant plus particulièrement les officiers et soldats non combattants de la zone des armées, non plus seulement les services de l’intérieur mais aussi ceux de l’arrière-front. Cette loi prévoit le remplacement des jeunes spécialistes des usines par des soldats plus âgés des unités combattantes et celui des sursitaires (principalement des fonctionnaires) par des mutilés, des réformés, des femmes ou des retraités. Ces 2 lois prévoient des exceptions pour ceux considérés comme indispensables dans l’industrie ou dans les services. Par ailleurs des affectations préférentielles sont prévues pour les pères de familles nombreuses et pour les soldats ayant perdu plusieurs frères au combat. 

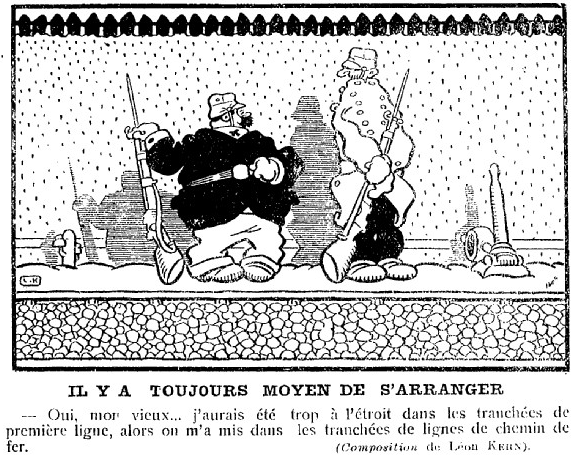
Tranchée de chemin de fer. Le Pêle Mêle du 13 février 1916

Les effectifs récupérés pour le combat par la loi Dalbiez, moins importants que ceux résultant des visites médicales des ajournés et exemptés, ne sont pas négligeables.  Évalués au 1er septembre ils portent sur 345 889 hommes, principalement des hommes du service auxiliaire, des dépôts et services divers de la zone de l’intérieur. Sur ce total, le nombre de fonctionnaires sursitaires récupérés est particulièrement faible (13 586), les administrations ayant considéré comme indispensable au bon fonctionnement du service la grande majorité de leur personnel.  L’administration des chemins de fer qui ne remplace que 301 agents sur 190 564 avait certainement des raisons valables compte tenu du caractère vital des transports en temps de guerre. L’importance de la fabrication d’armement explique également le faible nombre d’ouvriers travaillant pour la Défense nationale relevés de leur emploi (17 000).
Les effets de la loi Mourier sont plus modestes. Cette loi a permis de récupérer pour les unités combattantes 21 503 hommes non combattants, 5 943 ouvriers et 61 426 hommes des services auxiliaires.

## Le déclin de l’embuscomanie

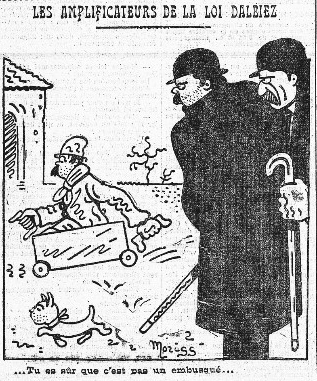
Les excès de la chasse aux embusqués d'après L’humanité du 6 décembre 1915

Le rôle délicat du pouvoir politique était de répondre aux demandes d’effectifs de l’armée, de donner satisfaction à l’opinion par une répartition sinon égale, au moins plus équitable des sacrifices, sans compromettre le bon fonctionnement de l’industrie de guerre et de la logistique des armées.
Or, l’armée a un besoin croissant de munitions et d’équipements militaires. L’innovation technique joue un rôle de plus en plus important avec l’apparition des tanks, le perfectionnement de l’aviation, le développement de la flotte de camions.
Le maintien des services de l’État dont le fonctionnement avait été perturbé par la mobilisation apparaissait également nécessaire.
La loi Dalbiez fut critiquée par beaucoup pour son insuffisance et son inefficacité, ainsi Vincent Auriol dans un discours en octobre 1916 « La loi Dalbiez a eu pour objet de faire changer de place les embusqués : ils ont obtenu dans l’arrière-front de la zone des armées une place très confortable car à l’abri des invectives de leurs compatriotes et de leurs concitoyens ».
Cette loi a cependant apaisé dans une certaine mesure la colère de l’opinion et plus encore la loi Mourier.
Le déclin de l’embuscomanie est surtout dû à la prise de conscience de l’importance de la production d’armements déjà présente en 1915 ce qui est exprimé dans des articles du journal L’Humanité « C’est une guerre de matériel, c’est une guerre de munitions. Deux armées doivent collaborer  pour vaincre les Allemands : les soldats sur les champs de bataille et les ouvriers sur les champs de travail ». Le sénateur Charles Humbert intervient dans ce sens au cours des débats sur la loi Dalbiez par des éditoriaux dans Le Journal, ainsi celui du 2 juin 1915 : « C’est l’armée des métallurgistes qu’il faut renforcer, et sans inutile discussion sur l’âge de ceux qui doivent y être affectés.[…] Il n’est pas de soldats indispensables au front ; mais tous les spécialistes sont indispensables aux usines. Ce qui triomphera, ce n’est point la France, d’ailleurs admirable, qui sait souffrir et qui sait mourir, c’est la France, non moins belle, qui sait produire, inventer, travailler ».
La nécessité de la production d’armements apparaît de plus en plus comme une évidence au cours des années de la guerre.
L’importance de l’arrière pour la conduite de la guerre ne se limite pas aux usines mais s’étend aux services logistiques de l’armée qui utilise des compétences très variées. Ainsi, des artistes-peintres sont utilisés par la section de camouflage.
L’armée de fantassins où l’infanterie était considérée comme la reine des batailles se transforme en armée industrielle où se développent l'artillerie les armes modernes, chars, aviation et les services auxiliaires. La part de l'infanterie dans les effectifs baisse de 60,5 à 32 % de 1915 à 1918.   
| Combattants | 1er mai 1915 | %    | 1er octobre 1918 | %    |
| ----------- | ------------ | ---- | ---------------- | ---- |
| Infanterie  | 1 526 000    | 60,5 | 851 000          | 32   |
| Cavalerie   | 100 000      | 4    | 68 000           | 2,5  |
| Artillerie  | 394 000      | 15,6 | 601 000          | 22,7 |
| Génie       | 104 000      | 4 ,1 | 117 000          | 4,4  |
| Aviation    | 8 000        | 0,3  | 51 000           | 2    |
| Logistique  | 390 000      | 15,5 | 965 000          | 36,4 |
| Total       | 2 522 000    | 100  | 2 653000         | 100  |

Pour le soldat des tranchées la nécessité d’une logistique efficace et de fournitures d’armements devient une évidence. Alors que les hôpitaux étaient considérés au début de la guerre comme des refuges de planqués, les poilus sont reconnaissants au personnel soignant de l'amélioration de la médecine.
L’amélioration du régime des permissions, une conduite de la guerre moins meurtrière limitant les attaques inutiles et l’arrivée des renforts américains qui redonnent un meilleur moral aux combattants à la fin de la guerre contribuent au déclin de l’embuscomanie. 
À partir de 1917, les principales préoccupations sont autres. Elles portent surtout sur les propositions de paix, les conséquences de la révolution russe.
Enfin l’action du gouvernement Clemenceau contre les embusqués donne satisfaction à l’opinion et aux militaires

## Anecdote
Après la guerre se répandit dans la mode masculine la coiffure avec les cheveux ramenés en arrière. Celle-ci fut rapidement surnommée " coiffure à l'embusqué", parce que les cheveux étaient "loin du front".